# Motbjudande slutsatsen
Den motbjudande slutsatsen (The Repugnant Conclusion) är det tankeexperiment som först fördes fram 1986 av filosofen Derek Parfit i boken Reasons and Persons. Enligt Parfits ursprungliga formulering säger den motbjudande slutsatsen att "för varje tänkbar global befolkning på minst tio miljarder människor, alla med en mycket hög livskvalitet, måste det finnas en mycket större tänkbar befolkning vars existens, allt annat lika, skulle vara att föredra trots att medlemmarna har liv som knappt är värda att leva."
Tankeexperimentet fungerar som en kritik av utilitarismen och går ut på att om mängden lycka (eller intressetillfredsställelse, beroende på vilken variant av utilitarismen det rör sig om) är det som avgör hur bra världen är, så vore en värld med 100 miljarder knappt lyckliga människor bättre än en värld med 1 miljard mycket lyckliga människor. Det "motbjudande" är att man som utilitarist tvingas erkänna att det kan vara bättre med en värld där människor är så pass lyckliga att de precis anser livet värt att leva, jämfört med en värld med färre men lyckligare människor.

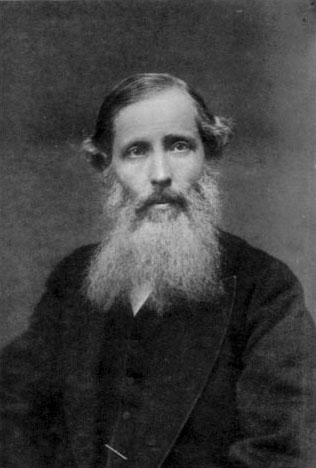
Henry Sidgwick (1838-1900) inledde diskussionen om befolkningsetik.

Problemet uppmärksammades första gången av den engelske utilitaristen Henry Sidgwick. Det nämns i författarens Etikens metoder, som utgavs 1874. Här är ett citat ur upplagan från 1907:
[D]en punkt upp till vilken, enligt utilitaristiska principer, folkmängden bör uppmuntras att öka, är inte den där den genomsnittliga lyckan är den största möjliga [...] utan den vid vilken produkten som uppnås genom att multiplicera antalet levande personer med mängden genomsnittlig lycka når sitt maximum.
Förutom att utgöra ett problem för utilitarister är argumentet inflytelserikt i den bredare diskussion som går under beteckningen populationsetik (population ethics), som under de senaste decennierna varit under intensiv diskussion. Filosofer har ställt frågor som "Är det möjligt att göra världen till en bättre plats genom att skapa fler lyckliga varelser?" och "Finns det en moralisk förpliktelse att skaffa barn?". Det huvudsakliga problemet är hur man ska formulera en teori som tar tillvara våra moraliska intuitioner i frågor om olika sakförhållandens—som rör antalet människor, deras livskvalitet och identitet—moraliska värde. Den motbjudande slutsatsen har visat sig vara svår att undvika, utan att man tvingas anamma en annan, lika kontraintuitiv, slutsats. Den utgör därför en av den moderna etikens mest aktuella frågeställningar.

### Fotnoter
1. ↑  Schultz, Barton (2006). ”Henry Sidgwick”. Stanford Encyclopedia of Philosophy. http://plato.stanford.edu/entries/sidgwick/.
2. ↑  Sidgwick, Henry. 1907. The Methods of Ethics, s. 415-16. Citerat ur Schultz 2006.

### Webbkällor
- Schultz, Barton (2006). ”Henry Sidgwick”. Stanford Encyclopedia of Philosophy. http://plato.stanford.edu/entries/sidgwick/. Läst 15 mars 2009.
- The Repugnant Conclusion, Stanford Encyclopedia of Philosophy. Hämtat 2008-01-17.
- (franska) Geninet, Horetnse POLITIQUES COMPAREES, Henry Sidgwick et la politique moderne dans les Eléments Poltiques, edited by Hortense Geninet, France, 2009. ISBN 9782746610439